# Stenobia
Stenobia is een kevergeslacht uit de familie van de boktorren (Cerambycidae). De wetenschappelijke naam van het geslacht werd voor het eerst geldig gepubliceerd in 1872 door Lacordaire.

## Soorten
Stenobia is monotypisch en omvat slechts de volgende soort:
- Stenobia pradieri Lacordaire, 1872